# بی‌خانمان خارجی
بی‌خانمان خارجی (به انگلیسی: Gharwali Baharwali) فیلمی محصول سال ۱۹۹۸ و به کارگردانی دیوید داوان است. در این فیلم بازیگرانی همچون آنیل کاپور، راوینا تاندون، رمبها، ساتیش کایشیک، قادرخان، تیکو تالسانیا، آسرانی، مادهوری دیکشیت ایفای نقش کرده‌اند.